# Aldo Corzo
Aldo Sebastián Corzo Chávez est un footballeur international péruvien, né le 20 mai 1989 à Lima au Pérou. Il évolue au poste de défenseur.

## Biographie

### Carrière en club
Aldo Corzo fait ses débuts professionnels au sein de l'Alianza Lima en 2008. Il y reste deux saisons jusqu'à son départ à l'Universidad San Martín en 2010, saison où il remporte le championnat du Pérou sous les ordres d'Aníbal Ruiz. En 2016, il s'engage avec le Deportivo Municipal puis l'année suivante il signe à l'Universitario de Deportes, son club actuel.
Au cours de sa carrière, il a l'occasion de disputer 22 matchs de Copa Libertadores (deux buts inscrits) et 14 de Copa Sudamericana (aucun but).

### Carrière en sélection
International péruvien depuis 2009, Aldo Corzo fait partie du groupe appelé à disputer la Coupe du monde 2018 en Russie sans toutefois jouer de rencontres lors de ce mondial. 
Il dispute néanmoins quatre éditions de la Copa América avec son équipe en 2011, 2016, 2019 et 2021, atteignant le podium à deux reprises (troisième en 2011 et finaliste en 2019).

### Engagement politique
Il appelle à voter pour la candidate d’extrême droite Keiko Fujimori lors de l'élection présidentielle péruvienne de 2021.

## Statistiques

### En sélection nationale
| Saison                | Sélection             | Phases finales          | Phases finales | Phases finales | Phases finales | Éliminatoires CDM | Éliminatoires CDM | Éliminatoires CDM | Matchs amicaux | Matchs amicaux | Matchs amicaux | Total | Total | Total |
| Saison                | Sélection             | Compétition             | M              | B              | Pd             | M                 | B                 | Pd                | M              | B              | Pd             | M     | B     | Pd    |
| --------------------- | --------------------- | ----------------------- | -------------- | -------------- | -------------- | ----------------- | ----------------- | ----------------- | -------------- | -------------- | -------------- | ----- | ----- | ----- |
| 2008-2009             | Pérou                 | -                       | -              | -              | -              | 0                 | 0                 | 0                 | 2              | 0              | 0              | 2     | 0     | 0     |
| 2009-2010             | Pérou                 | -                       | -              | -              | -              | -                 | -                 | -                 | 1              | 0              | 0              | 1     | 0     | 0     |
| 2010-2011             | Pérou                 | Copa América 2011       | 2              | 0              | 0              | -                 | -                 | -                 | -              | -              | -              | 2     | 0     | 0     |
| 2011-2012             | Pérou                 | -                       | -              | -              | -              | -                 | -                 | -                 | 3              | 0              | 0              | 3     | 0     | 0     |
| 2015-2016             | Pérou                 | Copa América Centenario | 2              | 0              | 0              | 0                 | 0                 | 0                 | 0              | 0              | 0              | 2     | 0     | 0     |
| 2016-2017             | Pérou                 | -                       | -              | -              | -              | 8                 | 0                 | 0                 | 0              | 0              | 0              | 8     | 0     | 0     |
| 2017-2018             | Pérou                 | Coupe du monde 2018     | 0              | 0              | 0              | 4                 | 0                 | 0                 | 3              | 0              | 0              | 7     | 0     | 0     |
| 2018-2019             | Pérou                 | Copa América 2019       | 0              | 0              | 0              | -                 | -                 | -                 | 4              | 0              | 1              | 4     | 0     | 1     |
| 2019-2020             | Pérou                 | -                       | -              | -              | -              | -                 | -                 | -                 | 2              | 0              | 0              | 2     | 0     | 0     |
| 2020-2021             | Pérou                 | Copa América 2021 4e    | 7              | 0              | 0              | 2                 | 0                 | 0                 | -              | -              | -              | 9     | 0     | 0     |
| 2021-2022             | Pérou                 |                         | -              | -              | -              | 1                 | 0                 | 0                 | 3              | 0              | 0              | 4     | 0     | 0     |
| 2022-2023             | Pérou                 |                         | -              | -              | -              | -                 | -                 | -                 | 0              | 0              | 0              | 0     | 0     | 0     |
| 2023-2024             | Pérou                 | Copa América 2024       | 1              | 0              | 0              | 5                 | 0                 | 0                 | 1              | 0              | 0              | 7     | 0     | 0     |
| 2024-2025             | Pérou                 | -                       | -              | -              | -              | 1                 | 0                 | 0                 | -              | -              | -              | 1     | 0     | 0     |
| Total sur la carrière | Total sur la carrière | Total sur la carrière   | 12             | 0              | 0              | 21                | 0                 | 0                 | 19             | 0              | 1              | 52    | 0     | 1     |

## Palmarès

### En club
| Universidad San Martín - Championnat du Pérou (1) : - Champion : 2010. |  | Alianza Lima - Championnat du Pérou : - Vice-champion : 2009. |  | Universitario de Deportes - Championnat du Pérou (1) : - Champion : 2023. - Vice-champion : 2020. |

### En sélection
Pérou
- Copa América :
  - Finaliste : 2019.
  - Troisième : 2011.